# Villanueva, Ignacio de la Llave
Villanueva är en ort i Mexiko.   Den ligger i kommunen Ignacio de la Llave och delstaten Veracruz, i den sydöstra delen av landet, 300 km öster om huvudstaden Mexico City. Villanueva ligger 15 meter över havet och antalet invånare är 566.
Terrängen runt Villanueva är mycket platt. Runt Villanueva är det ganska tätbefolkat, med 72 invånare per kvadratkilometer. Närmaste större samhälle är Tlalixcoyan, 14,4 km nordväst om Villanueva. Omgivningarna runt Villanueva är en mosaik av jordbruksmark och naturlig växtlighet.